# 珍遊記2
『珍遊記2〜夢の印税生活編〜』（ちんゆうきツー ゆめのいんぜいせいかつへん）は、漫☆画太郎による日本のギャグ漫画作品。『ビジネスジャンプ』（集英社）2009年12号から2010年18号まで連載。

## 概要
『週刊少年ジャンプ』に連載されていた『珍遊記 -太郎とゆかいな仲間たち-』・『まんゆうき 〜ばばあとあわれなげぼくたち〜』が共通の世界であり、両作品の続編となっている。また、今までの画太郎作品の様々なキャラクターがデザインそのままに設定を変えて登場するスターシステムによる総出が特徴である。太郎一行が目的地の天竺には着かず、ストーリーは未完に終わった前作だが、本作も終了時点で天竺に太郎一行はたどり着いておらず、未完のまま打ち切り状態になっている。

## あらすじ
山に住む仙人・萬々（まんまん）の使いっぱしりで、魚獲りに借り出される娘々（にゃんにゃん）。娘々は、海で老人にいじめられている亀を見つける。その老人が言うには、助けた亀に連れられて行った龍宮城で乙姫に精気を吸われて老人になっていたのであった。その隙に、娘々は亀に拉致される。娘々の帰りが遅く、迎えに来た萬々は、若者と一緒に龍宮城に行き、乙姫を瞬殺。
その数日後、少年漫画雑誌『週刊少年チンプ』の漫画家が印税で儲けているということから、萬々は娘々に自身の書いた妖怪図鑑をちんぷ編集部のあるカンダーラに持ち込ませる旅に行かせる。

## 登場人物

### 『まんゆうき』関連人物
萬々（まんまん）
『まんゆうき』に登場した山に住む老婆仙人。かつて妖怪コレクターとして鳴らし、地上の妖怪を絶滅に追いやった。容姿を気にしているのか、しばしばダイエットや若返りに興味を示す。自ら描いた妖怪図鑑を漫画として出版し、印税生活を目論むが、漫画の概念を誤解している。作中にて、海中で目をサーチライトのように光らせたり、屁をジェット噴射の様に使って海中を爆進、更には不意討ちで背後から襲い掛かった乙姫を擦り抜けるなどといった能力を初披露している。後に玄じょうの師匠である玄々の元カノであったことが判明。娘々により自身の妖怪帳の刊行に成功するものの妖怪がいないので重版されず激昂し、萬々山の鎮宝庫を破壊して妖怪達を解放したため、世界は再び妖怪が繁殖し妖怪帳がバカ売れして億万長者になる。
娘々（にゃんにゃん）
『まんゆうき』に登場した萬々の弟子でショートカットの女の子。魚釣りを命じられて海に行くが、助けた亀に龍宮城へ拉致される。前作同様、動物と会話が可能（綺麗な心を持つためという）。萬々の妖怪図鑑をチンプ編集部に持ち込むべく、チンプの出版元の臭A社があるカンダーラへ旅に出る。が途中、辿り着いたトンネル村の村長からゾンビ退治を任され、色々あって何とかゾンビを退治した。その後、なんだかんだでカンダーラに着きそこで太郎と対面した際、太郎が恐れるほどのカブ気を持っていたことが判明。妖怪図鑑を編集部に持っていき一蹴されるものの、副編集長から都城で暴れる太郎を鎮圧してくれれば妖怪図鑑を出版するという約束で太郎を壷の中に封印し、萬々山へ帰った。
龍々同様に驚異的な治癒力があるらしく、前作で萬々から虐げられても無事な理由が補完されている。
龍々（ろんろん）
娘々と共に捨てられていた、双子の妹っぽい存在。娘々と共に萬々の奴隷にされかけたが、反抗的な態度だっため、3年間壷に閉じ込められていた。娘々がいなくなったので補欠として開放されるも、態度は変わらず、萬々に返り討ちに遭う。しかし、娘々とは詳細は不明だがレズビアン（ただし性知識が全く無い娘々は龍々の意図が良くわかっていない様子）で仲は良かったらしく、そこにつけこんだ萬々の虚言に騙され、渋々従うことに。
昔は光線が出せ、空が飛べたらしく、仙術では娘々より優れていたらしいが、今は長い間封印されていたせいか、殆ど出来なくなっている。しかし、萬々が呆れるほどの自己治癒能力だけは健在である。

### 『珍遊記』関連人物
初代漫☆画太郎
前作『珍遊記』の作者。13歳の少年で、引きこもり歴8年。祖母と2人暮らし。父親は画家、母親は小説家という高血統。太郎が雷と共に降臨した際に一家で落下地点にいたため、両親は感電死、本人もカッパハゲになってしまう。さらには幼稚園で同級生となった太郎からいじめられ、引きこもりになる。引きこもり中に描いた漫画『珍遊記』を週刊少年ちんぷに持ち込むため、カンダーラへ向かう。予知能力があり、彼の描いた漫画は結果的に作中においてノンフィクションとなるため、祖母の助言を受け入れて『珍遊記』の主人公の山田太郎の権利問題が生じないよう彼を探す行動も行い、同時に道中で巻き込まれる騒動には未来予知に機転を利かせるようになる。一行の惨殺が実は予知夢であったことが多々あり、堂々と夢オチが使える存在になっている。一人称は「あっし」。口癖は語尾に「やんす」。
山田太郎（やまだ たろう）
前作の主人公。走るだけで無自覚に外道武器屋を全滅させるなど、その戦闘能力は健在。前作のエンディングである酒屋を発った直後から初代漫☆画太郎と合流（邂逅自体はその前）。作品の発表を快諾するも、「印税を折半にしろ」と要求し、以後カンダーラまで同行することに。画太郎の考えでは玄じょうのビリビリをやられると強固な体が軟らかくなるとされている。怪物化したオニと槇原ひろみとの戦いでスーパーキノコを食べて角切り頭の巨体姿になり、オニと槇原ひろみを瞬殺。その後、元のちびっ子姿に戻る。チンプで連載されている山下ムサシ作の人気漫画、パンパンこと「パンダパンダ」が三度のメシよりも好きで、休載と聞いた時は激昂し山下ムサシの両足を切って臭A社に縛りつけようとしたほど。その後、画太郎、玄じょう共々なんだかんだでカンダーラに着きそこで娘々を見た際、彼女を見て怯えてた。「パンダパンダ」のエロ規制に激昂し都城に殴り込んだ際、そこで武田鉄八と対決、パンツを失いフルチンに戻るも鉄八の体内に肛門から侵入、体内で宝珠のネックレスを飲み込み角切り頭の巨体姿になって鉄八の腹を食い破り、勝利するも玄じょうが石頭珍次郎（後述）をお払いしたときに発したビリビリを喰らい気絶。娘々に乗っかられ宝珠を吐き出し元のちびっ子姿に戻るが、娘々に壷の中へ封印された。その後、鎮宝庫が破壊されたため記憶喪失の状態で解放され、天竺付近の天竺を守る道徳戦士達が住む道徳の森に落ち、結果として玄じょうと画太郎より早く天竺に着くことになった。
玄じょう
前作にも登場した高僧。万病を治せるため老人達にカリスマ扱いされ、絶大な人気がある。山田太郎をボコボコに出来るほどの腕前を持ち、「仏仏…」と唱えると山田太郎の頭につけてある輪っかから激痛を山田太郎に与えるために、一行の中では最強の存在となっている。今作では自分の金銭的利害にうるさく、自身の描かれ方にもうるさく注文をつけたりするなど、やや小器な人物となっている。
馬
玄じょうの乗馬で、間の抜けた顔をしている。第6話にて実の姿を現す。画太郎に印税の四分の一を要求した。実は蹴りの殺傷力が極めて高く、無用心に近づいてしまうと後脚で蹴られて首チョンパされてしまう。第7の干支を示す「ナンバー7」という称号を持つ。寝るときは人のように仰向けになって寝ている。
安倍孔明（あべの こうめい）
現政権「食」の国の天才陰陽軍師。3日前（前作冒頭）に太郎に敗北したが、太郎死亡の報を読んで現地に調査に来る。太郎の首を偽物と見破った。陰陽道に通じ、様々な術と三種の式神の犬、伝書鳩、ゴーレムを操る。
超々（ちょうちょう）
酒場のある町の町長。長年にわたって前政権「怪」の国の武田鉄八の圧政に苦しんでいたため、政権交代後3年経った現在も権力者に対して賄賂や乱交パーティを用意しようとするほどの異常な恐怖心を抱いている。
岡引（おかっぴき）
町の警官。前作で太郎にボコボコにされ、無理やり1億円を持っていかれた。孔明の要請で三種の式神を操る札を持って、式神のひとつ「犬」と一緒に太郎を探すことになったが、道中で秘密結社マッキと遭遇。犬含む三種の式神を毒キノコパワーで瞬殺され、自身も槇原ひろみの必殺技である地獄絵巻グソにより惨殺され、白骨となった。
ガンス
外国人賞金稼ぎの1人で今回はチョイ役で登場。空を飛んでいたら火薬鳥に乗った初代漫☆画太郎とぶつかり、墜落した画太郎が死んだものと思い、飛んで逃げ出す。
武田鉄八
元は「怪」の国の指導者。サンビー砂漠で倒された息子の金八と銀八の敵を討つべく玄じょう一行を追跡し、都城で太郎の妖気の宝珠ネックレスを飲み込んでパワーアップ。都城に駆けつけた太郎と対決するも、肛門から体内に侵入され腹を食い破られ倒される。武田流術の使い手で、気配を消す「林」の術や火炎を吐く「火」の術、瞬間移動が出来る「風」の術、そのまんまパンチや踏み付けの「山」の術が使える。
玄々
玄じょうの師匠で、萬々の元カレ。

### その他
元若者の老人
浦島太郎と思しき老人。もとは親切な20歳の若者だったが、亀に拉致された竜宮城で乙姫に精気を吸われ、老人になっている。乙姫の肉を食い、元に戻る。
カメ吉
乙姫の使いの亀。自動車事故の当たり屋のようにわざといじめられて心の清い若者をおびき寄せ、竜宮城へ拉致している。
乙姫
龍宮城の主。正体は、心の清い若者の精気を吸って生きている人魚。幻影を見せる能力がある。一族はかつて萬々の乱獲により、絶滅の危機に瀕していた。萬々に積年の恨みをこめて立ち向かったが、人魚の肉には若返りの効果があるため、返り討ちに遭い惨殺された。ちなみにその肉はとても臭い。家来にフジツボ、ハマのホッシー、タマちゃん等がいる（殆どが『つっぱり桃太郎』の鬼の使い回し）。
外道武器屋
「火薬二輪」なるバイクに乗って登場した、山田太郎の首を狙う武器商人の一行。太郎の懸賞金一億円をはした金と断じており、名を上げて武器を売ることが真の目的である。前作に登場した呪文「対主人公爆死地獄（ズガドーン）」と同等の威力を誇る「火薬砲」で武装し、小型の飛行機「火薬鳥」を携えている。なお『地獄甲子園』に登場した外道高校メンバーと同一の風貌。隘路におびき出された所を走ってきた太郎にぶつかり全滅。
社長
頑健な大男。画太郎の虚言に乗せられ彷徨うが、保険のために画太郎を連行する。
ほういち
構成員の一人。社長のサイドカーに乗っていたが、画太郎が同乗したため窮屈になり痔を発症。虚言を弄する画太郎に激怒して襲いかかったため、社長に左耳を食いちぎられる。
秘密結社マッキ
秋田から山田太郎の首を狙って参上した賞金稼ぎの一行。構成員は『樹海少年ZOO1』登場時と共通。連載では変なおじさん達と呼ばれている。酒場に駆けつけた時には既に太郎（に偽装したフンガー）が晒し首になっており、本物の太郎に賞金の1億円が持ち去られていたため、横取りを目論んで太郎一行を狙う。『樹海少年～』と同じく、キノコパワーを使う。
槇原ひろみ（まきはら ひろみ）
マッキの閣下。キノコパワーは原典同様「地獄絵巻グソ」を使う。岡引の操るゴーレムに愛猫シロを殺され一時ペットロス症候群に陥るが、キノコパワーを使い岡引を倒し仇を討つ。遭遇した太郎にも地獄絵巻グソを使用するが、習得されて逆に自分が喰らい、白骨化した。
センム
槇原の懐刀であり、メンバーの中心的存在。キノコパワーは「光速～」を冠し、光速ダッシュや光速チョップを繰り出す。岡引戦では式神のゴーレムと犬を倒す。画太郎の予知夢の中では玄じょうをも光速チョップで両断するが、実際の太郎には通用しなかった。怪物化したオニに踏み潰された挙句、太郎の屁に爆殺されたオニの頭部の下敷きになる。なお、以下のメンバーのキノコパワーは原典の毒キノコパワーとほぼ同一。
オタク
タイツ姿の構成員。岡引戦では「ベトベト地獄」でゴーレムの動きを封じる。途中太郎一行が立ち寄ったファミレスで一番目立たないとの理由で偵察を任されるが、馬の鞍にかけられていた画太郎のカバンの中の少年チンプを賞金1億円札束と誤認し、不用意に近づいたため首を蹴り飛ばされ死亡。
ウスラ
巨漢の構成員。岡引戦では「もじゃもじゃ地獄」でゴーレムの動きを封じる。偵察に向かったオタクを勝手に追いかけその死体を発見、外の便所に行こうとした太郎と遭遇し犯人と誤解し対決しようとするが、オタク同様馬に蹴られ即死。
オカマ
セーラー服姿のニューハーフ風の構成員。「鬼畜ビーム」により式神の伝書鳩を倒した。偵察に出向いたオタクの後を勝手に追ったウスラを連れ戻しに行くが、そこでウスラともども蹴り殺される。
オニ
トゲだらけの鎧を着込んだ構成員。オカマに気があったらしくその死に激昂して太郎に突撃、画太郎の予知夢では弱った太郎を「鬼畜ラッシャー」で粉微塵にするが、実際は太郎が万全だったためか通用しなかった。苦戦の末に3本目のスーパーキノコを食って怪物化した挙句、自分でも制御が不可能になってしまった。スーパーキノコを食し真の姿になった太郎の屁一発で上半身を吹っ飛ばされ死亡。
コックリ
小柄な中年の構成員。口臭により岡引を催眠状態にし、賞金の行方を聞き出した。ゴーレムに踏み潰され死亡。
シロ
槇原のペットであり常騎を努める巨大な白猫。人語を話し、鼻がよく利く。槇原をゴーレムの攻撃から庇い潰されてしまう。
山下ムサシ
少年チンプで連載されている超人気連載漫画「パンダパンダ」（以下パンパン）の作者でA級漫画家ライセンスを持つほどの人気漫画家。しかし、突然どこかへふらっと旅立つほどの放浪癖があるためパンパンが連載一回につき、一年間休載する。一行が立ち寄った町に偶然来てた際、玄じょうの治癒を受けそのとき偶然太郎に財布をすられてしまい、パンダの絵を描いた自分のサインをお布施を置いて行った。そのサインは100万円の価値があるらしい。
普段は温厚で臆病な性格だが一度怒ると粗暴になる。
財布をすった太郎をナイフで半殺しにするが、よくよく考えれば体重１００トンのフンガーが踏みつけても無傷で西洋人の爆発魔法やオニの鬼畜ラッシャー、センムの光速チョップでも全くダメージを受けていなかった太郎をナイフで半殺しにする凄まじい剛力の持ち主でもある。
チョブ太
でっぷり太った豚の妖怪で、その醜い容姿から13年間彼女が出来なかった。目から眼力を発する事で女性を固め、等身大のフィギュアにして自分のコレクションとして家に飾っていた。男性の髪の毛（または陰毛）を食べる事でその毛の持ち主である男性に変身することが出来る（勃起してしまうと変身が解ける）。また、悲鳴を上げられると凶暴化し、女性を殺してしまう。娘々に一目惚れし、フィギュア化し監禁していた女性達を解放することを条件に求婚する。その後経緯は不明だが萬々に封印されたらしく（龍々とも面識があったような台詞がある）、鎮宝庫が破壊され解放された後は萬々に対する復讐心を抱いた。
石頭珍次郎
カンダーラの新太守で、「連載作品の乳首をモザイクで隠す」「露出度の高い服を着ているダンサーを取り締まる」等カンダーラのエロ規制を行った張本人。実は若い頃は売れっ子のエロ小説家だったらしく、自分の作品を見た青少年達をエロに走らせてしまった過去を持ち、その贖罪として規制を発案した。玄じょうをディナーに招待し、その席で極楽浄土へ行ける様に依頼していた。
妖怪たち
最終回で萬々が自ら鎮宝庫を破壊したため、壷が壊され開放された妖怪たち。全てなぜか十二支に因んだ犬、鳥、羊、蛇、兎、牛、鼠の獣人風の妖怪。鳥（ニワトリ）の妖怪は眼鏡をかけており、『つっぱり桃太郎』のキジに似ている。そして最後に開放された太郎が猿の妖怪という法則が出来、物語は唐突に終わる。

## 単行本
ヤングジャンプ・コミックス・ビージャンから発売。
1. 子 ISBN 978-4-08-877766-5 2009年11月19日刊行
2. 丑 ISBN 978-4-08-877814-3 2010年2月19日刊行
3. 寅 ISBN 978-4-08-877863-1 2010年5月19日刊行
4. 卯 ISBN 978-4-08-879052-7 2010年10月19日刊行